# Inox
No confundir con el Acero inoxidable, cuyo nombre se suele abreviar como Inox
Inox es un despoblado español sito en el municipio almeriense de Níjar, junto a un cerro que se consideraba inexpugnable. Este peñón había sido fortificado por los moriscos de la comarca y con la ayuda de turcos y berberiscos, aventureros que habían llegado expresamente para ayudarles.

## Geografía física

### Ubicación
Inox se asentaba sobre la falda de Sierra Alhamilla, concretamente del pico Colativí, a una altitud de 650 m s. n. m. y a unos cinco kilómetros al oeste de Níjar. La ubicación fue determinada al ser un cruce de caminos naturales entre la citada sierra y el bajo Andarax y el que unía los campos de Tabernas y de Níjar, creando un nodo en que se asentaría una suerte de caravasar para dar cobijo a los transeúntes.

## Historia
Inox fue probablemente fundada en época musulmana, una era en la que se produjo un importante desarrollo de la cultura hídrica, junto al cercano Huebro. El lugar fue despoblado en el año 1569 tras los sucesos del negocio de Inox.

## Geografía humana

### Comunicaciones
Carreteras
El acceso se realiza por pistas rural desde la cercana pedanía de La Matanza.

## Política

### Gobierno municipal
El despoblado de Inox recae en el término municipal de Níjar.

## Cultura

### Patrimonio
Arqueológico
Se han hallado en las inmediaciones yacimientos arqueológico de la cultura del Argar. Toda el área circundante a Inox cuenta con protección arqueológica según el PGOU del municipio.
Existen restos de una maqbara en una cercana llanura repoblada de almendros. También se pueden encontrar las ruinas de lo que fue la mezquita.
Militar
- Castillo del Peñón de Inox: Castillo, hoy en ruinas,[6] datado en la época nazarí.[7] Se encuentra catalogado como BIC en categoría de Monumento, y con protección integral, con la referencia 40660017.[8]

## En las artes y la cultura popular
Los hechos acaecidos en el siglo XVI dieron lugar a una pequeña copla popular:

La reina Santa Isabel tiró sus tiros en Baza y vino a recogerlos al cerrillo de La Matanza.